# イサウリア語
イサウリア語 (英語: Isaurian) は、アナトリア半島のイサウリアで話されていたとされる消滅言語。人名から、ルウィ人に起源をもつインド・ヨーロッパ語族に属する言語と推測されている。5世紀の碑文史料が残っている。